# Crepidophorus
Crepidophorus là một chi bọ cánh cứng trong họ 
Elateridae.
Chi này được miêu tả khoa học năm 1853 bởi Mulsant & Guillebeau.

## Các loài
Các loài trong chi này gồm:
- Crepidophorus expolitus Gurjeva, 1987
- Crepidophorus laetus (Candèze, 1879)
- Crepidophorus mutilatus (Rosenhauer, 1847)
- Crepidophorus rufiventris (Eschscholtz, 1822)